# Trimeris
- Commons
- Wikispecies

Trimeris é um gênero botânico monotípico pertencente à família Campanulaceae. A única espécie desse gênero é a Trimeris scaevolifolia, que é endêmica à ilha de Santa Helena, no Atlântico Sul. Seu nome comum é Lobélia de Santa Helena.